# Salmo 24

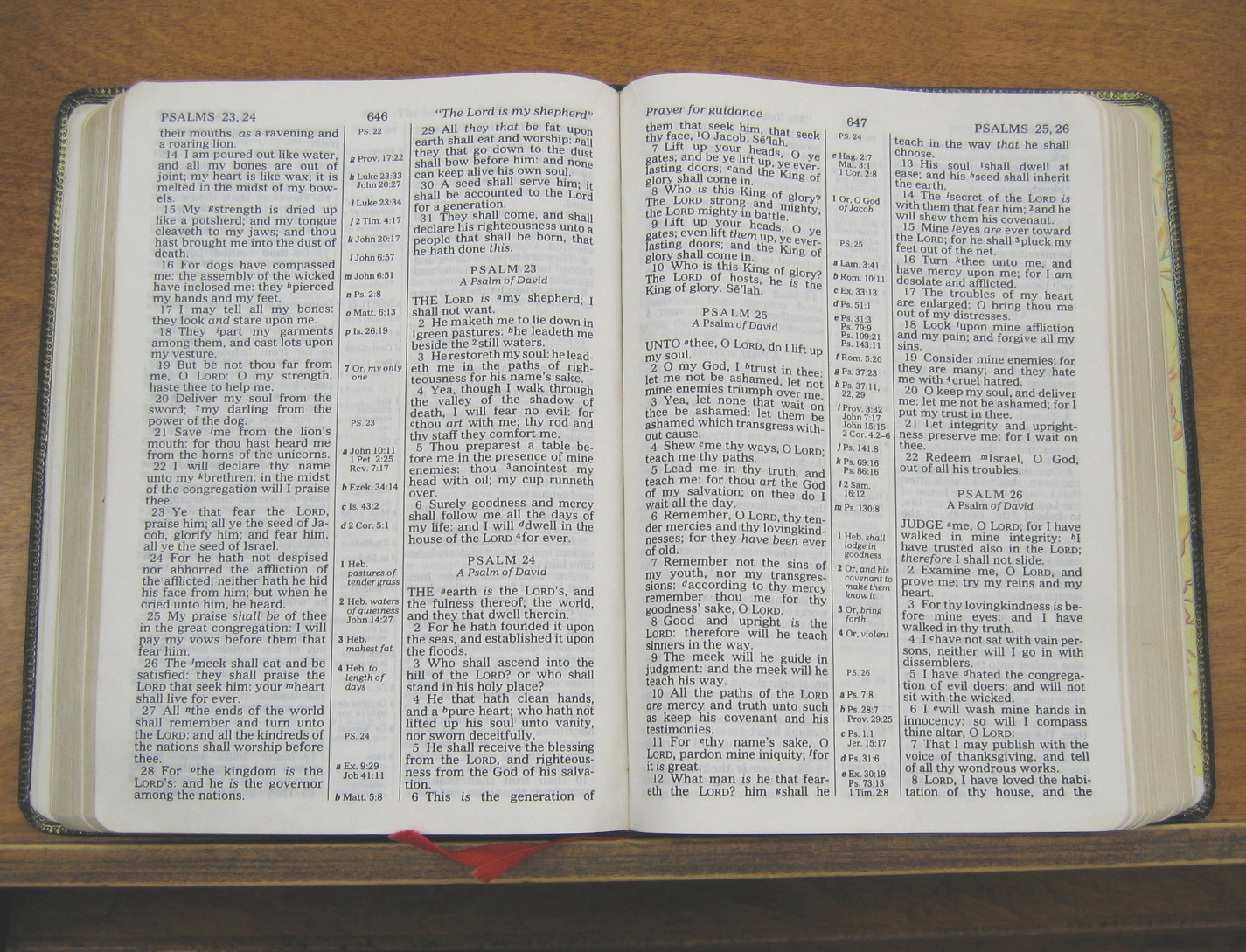
Il salmo 24 in un'edizione moderna della bibbia di re Giacomo.

Il salmo 24 (23 secondo la numerazione greca) costituisce il ventiquattresimo capitolo del Libro dei salmi.
È tradizionalmente attribuito al re Davide. È utilizzato dalla Chiesa cattolica nella liturgia delle ore.